# Силлепс
Си́ллепс (др.-греч. σύλληψις «захват») — стилистическая ошибка, синтаксическое оформление семантически неоднородных элементов в виде ряда однородных членов предложения. Силлепс иногда намеренно используется в произведениях возвышенного стиля, где производит впечатление взволнованности, небрежности, в рамках же «низкой стилистики» эффект силлепса — комический.

## Силлепс и зевгма
Силлепс иногда считается синонимом зевгмы, в противном случае зевгмой именуют пропуск слова в ряду однотипных синтаксических сочетаний. Например: «Почтен дворянин за решёткою своей башни, купец — в своей лавке» (А. С. Пушкин, «Сцены из рыцарских времён»).

## Примеры
В статье БСЭ «Силлепс» приводятся следующие примеры:
- с синтаксической неоднородностью: «Мы любим славу, да в бокале топить разгульные умы» (А. С. Пушкин, «Дельвигу») — объединены дополнения, выраженные одно существительным, другое — инфинитивом;
- с фразеологической неоднородностью: «У кумушки глаза и зубы разгорелись» (И. А. Крылов, «Лисица и виноград») — фразеологизм «глаза разгорелись» и внефразеологическое слово «зубы»;
- с семантической неоднородностью: «И звуков и смятенья полн» (А. С. Пушкин, «Поэт») — объединяются душевное состояние и его причина;
- для комического эффекта: «Шли дождь и два студента: один в университет, другой в пальто. Они повстречали двух барышень: одна выходила из поезда, другая из себя. Один студент заговорил с барышней, другой с апломбом» (анонимное творчество, опубликовано как пример нарочитых неправильностей речи в 1895 году в «Северном вестнике»[4]).